# Вольный ветер (фильм, 1961)
«Во́льный ве́тер» — советский фильм режиссёров Леонида Трауберга и Андрея Тутышкина, экранизация одноимённой оперетты Исаака Дунаевского.

## Сюжет
Действие фильма происходит «в стране, не обозначенной ни на одной географической карте». После ухода германских войск хозяин порта покинул город, но через некоторое время он вернулся. Обманув девушку, он заставляет её выйти за него замуж, однако она, поняв обман, сбегает и с помощью своих друзей срывает поставку оружия фашистам.

## В ролях
- Лионелла Скирда — Стелла
- Надежда Румянцева — Пепита
- Александр Лазарев — Янго
- Николай Гриценко — Георг Стан
- Марк Перцовский — Фома
- Юрий Медведев — Филипп
- Эрнст Зорин — Микул
- Вера Енютина — Клементина
- Лариса Пашкова — Регина
- Михаил Яншин — Амброзио, мэр
- Пётр Репнин — комиссар полиции
- Сергей Мартинсон — кабатчик Settimo cielo («Седьмое небо»)
- Елизавета Ауэрбах
- Александр Граве — матрос
- Э. Маркова
- Светлана Масько — подруга Пепиты
- Виктория Чаева — Мона
- Владимир Волчик — поэт
- Евгений Весник — начальник полиции

## В фильме поют
- Галина Вишневская
- А. Котова
- С. Бруцин
- Евгений Кибкало
- Г. Панков
- Алексей Степутенко
- Артур Эйзен

## Съёмочная группа
- Авторы сценария:
  - Виктор Винников
  - Владимир Крахт
  - Виктор Типот
- Режиссёр-постановщик: Леонид Трауберг
- Сопостановщик: Андрей Тутышкин
- Оператор-постановщик: Аркадий Кольцатый
- Композитор: Исаак Дунаевский
- Художник-постановщик: Абрам Фрейдин
- Монтажёр: Нина Петрыкина

## Критика
Киновед Александр Фёдоров написал, что «заграничные персонажи изображены условно, без полутонов, а все яркие краски отданы положительным влюблённым». При этом «Любители „Вольного ветра“ сохранились и в XXI веке».